# Sandra Moore Faber

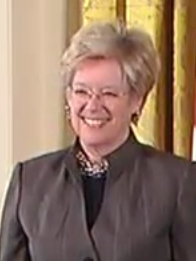
Sandra M. Faber

Sandra Moore Faber (* 28. Dezember 1944 in Boston, Massachusetts) ist Astronomin und Astrophysikerin an der University of California, Santa Cruz (UCSC) und arbeitet am Lick Observatory. Sie entdeckte zusammen mit Robert Earl Jackson im Jahre 1976 die Faber-Jackson-Relation.

## Leben
Im Jahre 1972 erhielt sie ihren Ph.D. in Astronomie von der Harvard University, nachdem sie zuvor im Jahre 1966 mit hohen Auszeichnungen den B.A. in Physik vom Swarthmore College erreicht hatte. 1972 wurde sie Assistant Professor, 1977 Associate Professor und 1979 Professorin an der UCSC. Seit 1996 hat sie den Rang eines University Professor der University of California.
Faber ist Mitglied der National Academy of Sciences (1985), der American Academy of Arts and Sciences (1989), der American Association for the Advancement of Science (2007) und wurde am 29. April 2001 in die American Philosophical Society gewählt.
Faber war Leiterin des Teams (bekannt als die Seven Samurai), das die Massenkonzentration Großer Attraktor entdeckte.
Am UCSC fokussiert sie ihre Forschungen auf den Bereich der Entwicklung von Strukturen im Universum und der Entwicklung und Entstehung von Galaxien.
Aufgrund der Zahl ihrer Zitierungen wird sie von Clarivate Analytics seit 2018 zu den Favoriten für einen Nobelpreis für Physik (Clarivate Citation Laureates) gezählt.

## Ehrungen
- 1977 Sloan Research Fellow
- 1978 Bart J. Bok Prize
- 1985 Dannie-Heineman-Preis für Astrophysik
- 1986 Ehrendoktorat des Swarthmore College
- 1993 NASA Group Achievement Award (Wide Field/Planetary Camera Team)
- 1997 Ehrendoktorat des Williams College
- 2006 Centennial Medal of the Harvard University Graduate School of Arts and Sciences
- 2009 Bower Award and Prize for Achievement in Science
- 2011 Henry Norris Russell Lectureship
- 2011 National Medal of Science
- 2012 Bruce Medal
- 2012 Karl-Schwarzschild-Medaille
- 2014 Namensgeberin für den Asteroiden (283277) Faber
- 2017 Gruber-Preis für Kosmologie
- 2018 Magellanic Premium[2]
- 2020 Goldmedaille der Royal Astronomical Society